# Ihorombe (Region)

Die Region Ihorombe liegt im Süden Madagaskars

Ihorombe ist eine der 22 Regionen Madagaskars. Es gehört zur Provinz Fianarantsoa im Süden der Insel. Im Jahr 2004 lebten 189.200 Einwohner in der Region.

## Geographie
Die Region Ihorombe  hat eine Fläche von 26.391 km². Hauptstadt ist Ihosy.

## Verwaltungsgliederung
Die Region ist in 3 Distrikte aufgeteilt:
- Iakora
- Ihosy
- Ivohibe